# Georgetown (Minnesota)
Georgetown és una població dels Estats Units a l'estat de Minnesota. Segons el cens del 2000 tenia 125 habitants.

## Demografia
Segons el cens del 2000, Georgetown tenia 125 habitants, 50 habitatges, i 39 famílies. La densitat de població era de 48,3 habitants per km².
Dels 50 habitatges en un 36% hi vivien nens de menys de 18 anys, en un 70% hi vivien parelles casades, en un 2% dones solteres, i en un 22% no eren unitats familiars. En el 14% dels habitatges hi vivien persones soles el 6% de les quals corresponia a persones de 65 anys o més que vivien soles. El nombre mitjà de persones vivint en cada habitatge era de 2,5 i el nombre mitjà de persones que vivien en cada família era de 2,82.
Per edats la població es repartia de la següent manera: un 24% tenia menys de 18 anys, un 7,2% entre 18 i 24, un 36% entre 25 i 44, un 20,8% de 45 a 60 i un 12% 65 anys o més.
L'edat mediana era de 36 anys. Per cada 100 dones de 18 o més anys hi havia 126,2 homes.
La renda mediana per habitatge era de 35.625 $ i la renda mediana per família de 40.313 $. Els homes tenien una renda mediana de 40.625 $ mentre que les dones 22.500 $. La renda per capita de la població era de 17.043 $. Cap de les famílies i l'1,7% de la població estaven per davall del llindar de pobresa.

## Poblacions més properes
El següent diagrama mostra les poblacions més properes.